# Siniša Školneković
Siniša Školneković (ur. 18 stycznia 1968 w Varaždinie) – były chorwacki piłkarz wodny, zdobywca srebrnego medalu Igrzysk Olimpijskich w Atlancie oraz uczestnik Igrzysk w Sydney.